# Nidoran♀ et ses évolutions
Nidoran♀ (ニドラン♀, Nidoran♀, dans les versions originales en japonais) et ses évolutions, Nidorina (ニドリーナ, Nidorina) et Nidoqueen (ニドクイン, Nidoqueen), sont trois espèces de Pokémon de la première génération.
Issues de la célèbre franchise de médias créée par Satoshi Tajiri, elles apparaissent dans une collection de jeux vidéo et de cartes, dans une série d'animation, plusieurs films, et d'autres produits dérivés, elles sont imaginées par l'équipe de Game Freak et dessinées par Ken Sugimori. Leur première apparition a lieu au Japon en 1996, dans les jeux vidéo Pokémon Vert et Pokémon Rouge. Nidoran♀ et Nidorina sont toutes les deux de type poison, alors que Nidoqueen a le double type poison et sol. Elles occupent respectivement les 29e, 30e et 31e emplacements du Pokédex, l'encyclopédie fictive recensant les différentes espèces de Pokémon.
Cette espèce de Pokémon est exclusivement composée d'individus femelles. Avec leurs équivalents masculins, ce sont les premiers Pokémon sexués avant que la sexualisation de l'ensemble des Pokémon apparaisse avec le système de reproduction dans Pokémon Or et Argent.

## Création
La franchise Pokémon, développée par Game Freak pour Nintendo et introduite au Japon en 1996, tourne autour du concept de capture et d'entraînement de 150 espèces de créatures appelées Pokémon, afin de les utiliser pour combattre des Pokémon sauvages et ceux d'autres dresseurs Pokémon, qu'il s'agisse de personnages non-joueurs ou d'autres joueurs humains. La puissance des Pokémon au combat est déterminée par leurs statistiques d'attaque, de défense et de vitesse et ils peuvent apprendre de nouvelles capacités en accumulant des points d'expérience ou si leur dresseur leur donne certains objets.

### Conception graphique
La conception de Nidoran♀, de Nidorina et de Nidoqueen est le fait, comme pour la plupart des Pokémon, de l'équipe chargée du développement des personnages au sein du studio Game Freak. Leur apparence est finalisée par Ken Sugimori pour la première génération des jeux Pokémon, Pokémon Rouge et Pokémon Vert, sortis à l'extérieur du Japon sous les titres de Pokémon Rouge et Pokémon Bleu,. Nintendo et Game Freak n'ont pas évoqué les sources d'inspiration de ces Pokémon. Néanmoins, certains fans avancent que Nidoran♀, Nidorina et Nidoqueen seraient inspirés du lapin ou de la souris. Nidoqueen pourrait être en plus inspirée du rhinocéros, du gorille, voire du monstre japonais Baragon.

### Étymologie
Nidoran♀, Nidorina et Nidoqueen sont initialement nommées Nidoran♀ (ニドラン♀), Nidorina (ニドリーナ, Nidorīna) et Nidoqueen (ニドクイン, Nidokuin) en japonais. L'origine du nom est débattue en fonction de la source. IGN avance que « nidor », signifiant « odeur » en latin, serait pour base du nom. De son côté, Pokébip pense que le nom viendrait du nom japonais d'« aiguille », puis respectivement du grec « rhino », signifiant nez et de l'anglais « queen » (reine en français). Bien que les noms des Pokémon soient généralement adaptés lors de la traduction des jeux vidéo, les noms de ces trois Pokémon sont restés identiques en anglais, en allemand et en français.

## Description
Ces trois Pokémon sont les évolutions les uns des autres : Nidoran♀ évolue en Nidorina puis en Nidoqueen. Dans les jeux vidéo, l'évolution en Nidorina survient en atteignant le niveau 16 ; elle évolue elle-même en étant exposée à une pierre lune. Pour évoluer en Nidoqueen, Nidoran♀ doit d'abord évoluer en Nidorina.
Comme l'indique le nom du Pokémon de base, cette espèce est constituée exclusivement de femelles. Nidoran♂ et ses évolutions, Nidorino et Nidoking, sont en effet présentés comme une espèce de Pokémon distincte. Les statistiques diffèrent entre le mâle et la femelle, celle-ci ayant une meilleure défense mais une vitesse et une attaque moindre.
Comme pratiquement tous les Pokémon, elles ne peuvent pas parler : lors de leurs apparitions dans les jeux vidéo tout comme dans la série d'animation, elles sont seulement capables de communiquer verbalement en répétant les syllabes de leur nom d'espèce en utilisant différents accents, différentes tonalités, et en rajoutant du langage corporel.

### Nidoran♀
Les Nidoran femelles ressemblent à des petits rongeurs bleus. Elles ont des dents proéminentes, des épines sur le dos, et des oreilles relativement grandes, quoique plus petites que celles de Nidoran♂. Malgré leur petite taille, leurs piques pointus en font un Pokémon dangereux. Les femelles ont de plus petites cornes que les mâles. Elles sont d'une nature plutôt douce, mais elles sécrètent un venin à partir de leurs épines quand elles se sentent menacées. Bien qu'elles ne soient pas très combatives, elles utiliseront cet avantage sur leurs adversaires en cas de besoin.

### Nidorina
Les Nidorina ressemblent à de gros lapins bleuâtres, elles ont des épines sur le dos, et de grandes oreilles, bien que Nidorino en ait de plus grandes. Elles sont plus trapues que leur pré-évolution quoiqu'elles perdent la corne sur leur front. Les pics empoisonnés de Nidorina sont plus grands et plus puissants ; elle a aussi gagné la capacité de se dresser sur ses jambes arrière. Tout comme leur pré-évolution, elles sont d'une nature plutôt douce, mais elles sécrètent un venin à partir de leurs épines quand elles se sentent menacées et bien qu'elles ne soient pas très combatives, elles utiliseront cet avantage sur leurs adversaires en cas de besoin.

### Nidoqueen
Nidoqueen est une sorte de dinosaure Pokémon grand et bleu. Elle a une queue épaisse et des oreilles ressemblantes à celles des souris. Une corne a grandi sur son front, sa mâchoire inférieure, ses plaques ventrales et son torse sont de couleur crème. Les Nidoqueen ont de longues pointes qui empoisonnent leurs adversaires lors d'un contact, elle peut aussi causer de petits tremblements en percutant la terre.  Très protecteur de ses bébés, Nidoqueen est féroce lorsqu'elle est attaquée.

## Apparitions

### Jeux vidéo
Nidoran♀, Nidorina et Nidoqueen apparaissent dans la série de jeux vidéo Pokémon. D'abord en japonais, puis traduits en plusieurs autres langues, ces jeux ont été vendus à près de 200 millions d'exemplaires à travers le monde. Ils font leur première apparition le 27 février 1996, dans les jeux japonais Pocket Monsters Aka (ポケットモンスター 赤, Poketto Monsutā Aka, Pocket Monsters Rouge) et Pocket Monsters Midori (ポケットモンスター 緑, Poketto Monsutā Midori, Pocket Monsters Vert) (remplacé dans les autres pays par la version Bleue). Depuis la première édition de ces jeux, Nidoran♀, Nidorina et Nidoqueen sont réapparus dans les versions jaune, or, argent, cristal, vert feuille, rouge feu, perle, diamant, platine, noir 2 et blanc 2.
Il est possible d'avoir un œuf de Nidoran♀ en faisant se reproduire deux Pokémon dont au moins un Nidoran♀ exclusivement, Nidorina et Nidoqueen étant « stériles ». Cet œuf éclot après 5 120 pas, et un Nidoran♀ de niveau 5 en sort. Nidoran♀ appartient aux groupes d'œuf monstre et champ. Elle partage avec ses deux évolutions deux capacités identiques « Point Poison » et « Rivalité » et avec Nidorina uniquement « Agitation », tandis que Nidoqueen a la capacité « Sans Limite ».

### Série télévisée et films
La série télévisée Pokémon ainsi que les films sont des aventures séparées de la plupart des autres versions de Pokémon et mettent en scène Sacha en tant que personnage principal. Sacha et ses compagnons voyagent à travers le monde Pokémon en combattant d'autres dresseurs Pokémon. Dans l'épisode Amour rime avec toujours, les protagonistes de la série rencontrent un Nidoran♀ et un Nidoran♂ qui sont tombés amoureux l'un de l'autre. Ces deux Pokémon appartiennent respectivement à une fille, Emily, et un garçon, Ralph, bien que ces deux personnages se détestent. Le Nidoran♀ d'Emily fut nommé Maria. Ralph et Emily durent coopérer s'ils voulaient sauver leurs deux Pokémon de l'emprise de la Team Rocket. Après un combat avec la Team Rocket, et après avoir embrassé le Nidoran mâle de Ralph, le Nidoran♀ d'Emily évolue en Nidorina. Sacha rencontre également un Nidoqueen appartenant à Régis lors de la Ligue Pokémon de Johto. Le Tauros de Sacha se fait battre, mais son Ronflex arrive finalement à en venir à bout.